# الفرقة 36 (إسرائيل)

بنيان الفرقة المدرعة 36

الفرقة 36 هي فرقة مدرعة إسرائيلية تشكلت عام 1954 وهي تتبع القيادة الشمالية للجيش الإسرائيلي، تعد الفرقة المدرعة 36 أكبر تشكيلات العسكرية العاملة في الجيش الإسرائيلي.
- الفرقة المدرعة 36
  - اللواء المدرع 188
  - اللواء المدرع 7
  - لواء المشاة الأول "جولاني"
  - لواء مدرع (احتياط)
  - اللواء 609 مشاة (احتياط)
  - فوج المدفعية 212
    - كتيبة المدفعية 334
    - كتيبة المدفعية 405
    - كتيبة المدفعية 411

  - كتيبة إشارة